# Тумпане (підрозділ окружного секретаріату)
Підрозділ окружного секретаріату Тумпане — підрозділ окружного секретаріату округу Канді, Центральна провінція, Шрі-Ланка. Складається з 67 Грама Ніладхарі.